# 扎瓦季夫卡 (博布里涅茨區)
47°59′53″N 32°17′38″E / 47.99806°N 32.29389°E
扎瓦季夫卡（烏克蘭語：Завадівка），是烏克蘭中部的村莊，隸屬基洛夫格勒州的克羅皮夫尼茨基區。該村面積0.16平方公里，海拔高度117米，2001年人口36，人口密度每平方公里219.5人。